# Stålnopping
Stålnopping (Entoloma lampropus) är en svampart som först beskrevs av Elias Fries, och fick sitt nu gällande namn av Lexemuel Ray Hesler 1967. Stålnopping ingår i släktet Entoloma och familjen Entolomataceae.  Arten är reproducerande i Sverige. Inga underarter finns listade i Catalogue of Life.